# Les Félix / Gagnants 1980
Ce microsillon est une compilation des gagnants des Félix lors du Gala 1980 de l'Association du Disque et de l'Industrie du Spectacle Québécois (ADISQ).
1. Ginette Reno - Je suis la femme (J. Robitaille ; D. Lussier) (4:06) --
2. Jean-Pierre Ferland - Les courtisanes (J.P. Ferland ; B. Fasano) (5:02) --
3. Diane Dufresne - Strip tease (Luc Plamondon ; Germain Gauthier) (4:30) --
4. Daniel Lavoie  - La danse du smatt (D. Lavoie) (3:40) --
5. Diane Tell - Gilberto (D. Tell) (4:46) --
6. Bobby Hachey - Pretty Woman (Roy Orbison ; adaptation Marcel Martel) (2:51) --
7. Garolou - Dans Paris (arr. Garolou) (3:55) --
8. Toulouse - Les hauts et les bas d'une hôtesse de l'air (Luc Plamondon ; François Cousineau) (5:15) --
9. Paul Piché - L'escalier (Paul Piché) (3:54) --
10. Offenbach - Promenade sur Mars (Pierre Harel ; Jean Basil) (4:13) --
11. François Dompierre ; Edith Boivin-Béluse ; Jean-Marie Benoit ; Michel Donato ; André Proulx ; Richard Provençal - Spirale (F. Dompierre) (3:18) --
12. Raymond Lévesque  - Quand les hommes vivront d'amour (Raymond Lévesque) (3:08).